# Хариколо
Хариколо — село в Хунзахском районе Дагестана. Административный центр сельского поселения Хариколинский сельсовет.

## Географическое положение
Расположено на реке Алатляр, в 9 км к востоку от районного центра села Хунзах.

## Население
| 1888 | 1895 | 1926 | 1939 | 1970 | 1989 | 2002 |
| ---- | ---- | ---- | ---- | ---- | ---- | ---- |
| 317  | ↗330 | ↗410 | ↗421 | ↗468 | ↘344 | ↘335 |
| 2010 | 2021 |      |      |      |      |      |
| ↗341 | ↗426 |      |      |      |      |      |

По данным Всероссийской переписи населения 2010 года — моноэтничное аварское село.